# Liste der Langlaufloipen in Chile
Die folgende Liste enthält die Langlaufloipen in Chile.
| Langlaufgebiet    | Höhenlage (m ü. M.) | Kilometer |
| ----------------- | ------------------- | --------- |
| Termas de Chillán | 1600                | 14        |